# 勒沙拉尔
勒沙拉尔（法語：Le Chalard，法語發音：[lə ʃalaʁ]）是法国新阿基坦大区上维埃纳省的一个市镇，位于该省南部，属于利摩日区。

## 地理
勒沙拉尔（45°32'56"N, 1°7'51"E）面积12.42 平方千米，位于法国新阿基坦大区上维埃纳省，该省份为法国中西部省份，北起顺时针与安德尔省、克勒兹省、科雷兹省、多爾多涅省、夏朗德省和维埃纳省接壤。
与勒沙拉尔接壤的市镇（或旧市镇、城区）包括：拉迪尼亚克勒隆、大瑞米亚克、圣伊里耶拉佩尔什。
勒沙拉尔的时区为UTC+01:00、UTC+02:00（夏令时）。

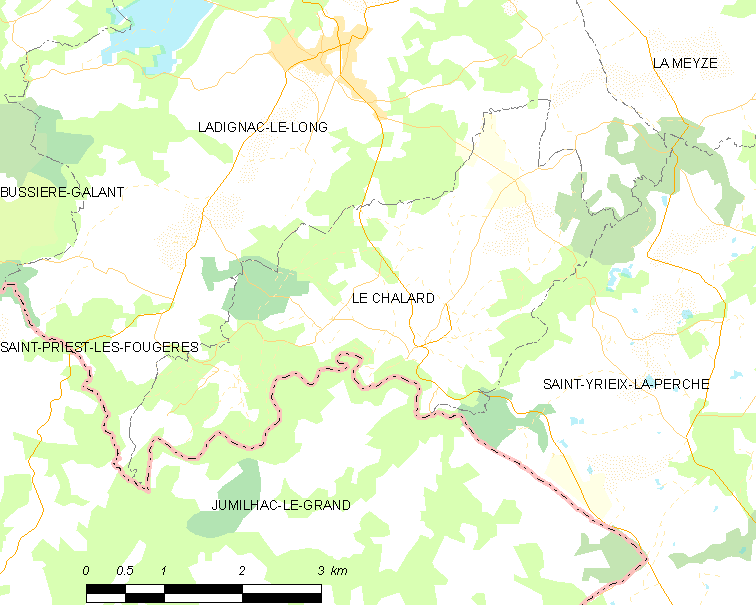
勒沙拉尔的OSM定位图

## 行政
勒沙拉尔的邮政编码为87500，INSEE市镇编码为87031。

## 政治
勒沙拉尔所属的省级选区为圣伊里耶拉佩尔什县。

## 人口

1962-2008年间勒沙拉尔人口变化图示

勒沙拉尔于2022年1月1日时的人口数量为302人。